# Pietro Acciarito
Pietro Umberto Acciarito (Artena, 1871 - Montelupo Fiorentino, 1943) foi um anarquista italiano conhecido por sua tentativa de assassinar o rei Humberto I da Itália nas proximidades da cidade de Roma em 22 de abril de 1897.

## Biografia

### Primeiros anos
Pietro Acciarito nasceu em uma família humilde. Seu pai, Camillo Acciarito, porteiro de profissão e de orientação política monarquista, se orgulhava em ter nascido no mesmo dia que o rei Humberto I, também por este motivo havia dado a seu filho em homenagem ao monarca o segundo nome de Humberto. O jovem Pietro não teve oportunidade de continuar seus estudos, através de seu esforço alcançou a profissão de artesão e ferreiro montando para si uma pequena oficina.
Mesmo não sendo membro de nenhuma organização política, Acciarito ganhou notoriedade por suas idéias radicais, idéias nas quais manifestava sentimentos de hostilidade com relação as classes dirigentes, seus ideais anárquicos não eram segredo uma vez que os proclamava em diversas ocasiões públicas, em voz alta e de bom grado. De acordo com alguns relatos da época Acciarito apresentava sintomas compatíveis com o que atualmente é definido pela bio-medicina como síndrome depressiva. Algumas fontes relacionam este fato ao atentado que cometeria contra a vida do rei, afirmando que Pietro estaria em meio a uma crise de depressão quando o cometera.

### O atentado

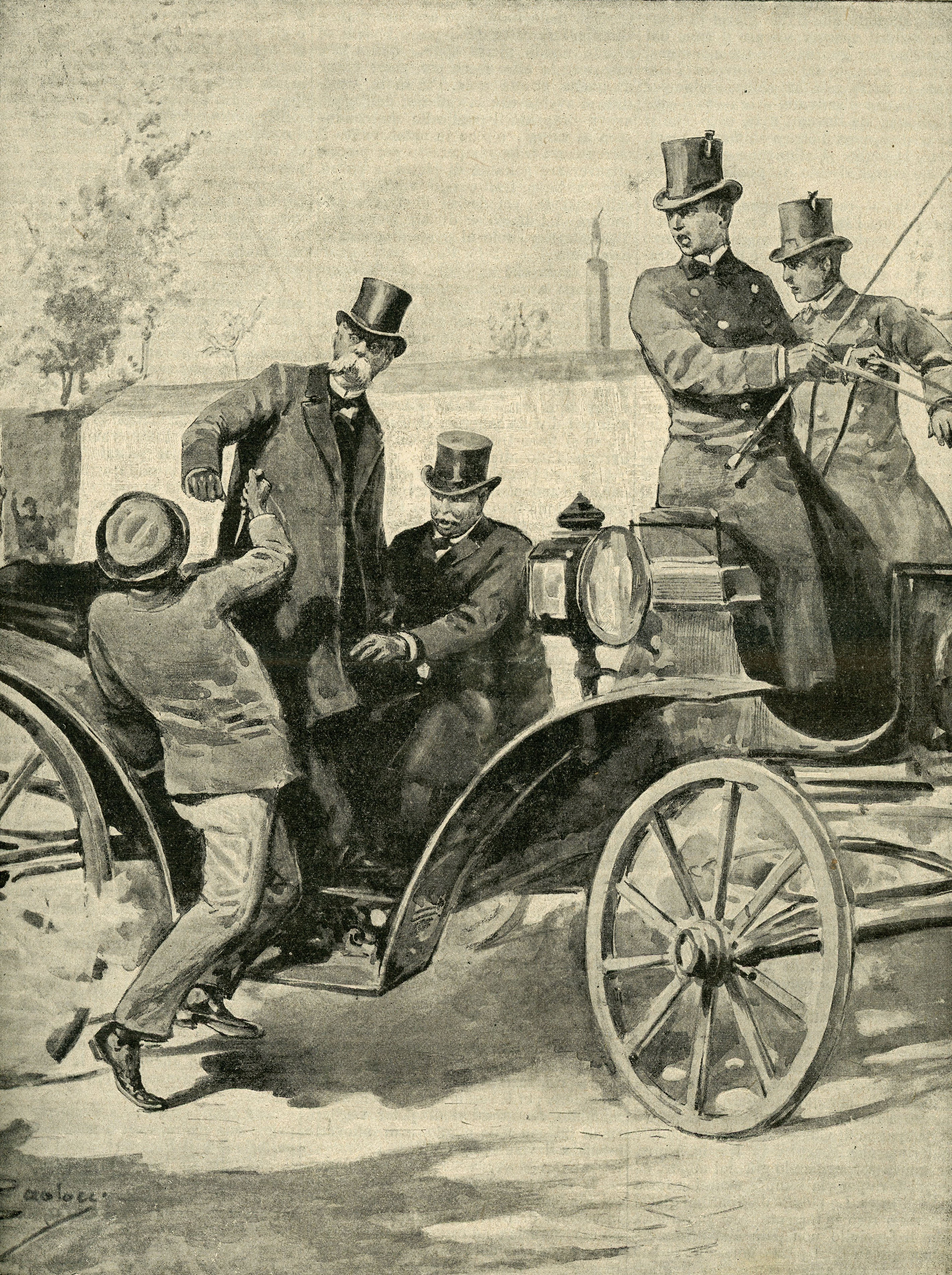
Desenho de reconstituição do atentado de Acciarito.

Em 20 de abril de 1897 Acciarito fechou a oficina e foi ao encontro de seu pai, saudando-o e lhe dizendo que aquela seria a última vez que eles se veriam. Diante das palavras do filho Camillo perguntou-lhe se ele emigraria para a América ou se iria cometer suicídio. Pietro lhe respondeu que em breve ele descobriria e que por ora precisava ir ao hipódromo.
Ciente das ideias de seu filho e conectando-as com a presença de Humberto I nas corridas de cavalo no dia 22 de abril, o pai de Pietro foi à polícia comunicando-lhes sobre a possibilidade de seu filho estar planejando para aquela ocasião um atentado contra a vida do monarca.  
No dia 22 Pietro estava no meio da multidão que saudava a chegada de Humberto I ao hipódromo para assistir às corridas. Após se aproximar da carruagem real com uma faca escondida, o anarquista avançou sobre o monarca. Ao notar a arma, antes mesmo do golpe, Humberto conseguiu se esquivar indo para longe do alcance do anarquista e dessa forma escapou ileso. Acciarito tentou esfaquear Humberto novamente, no entanto, após outro golpe violento, a faca ficou presa no veículo. Ao ver que não conseguiria esfaquear o monarca, o anarquista puxou sua faca e com ela riscou um A e uma cruz na lateral da carruagem real.
Em meio a confusão que se seguiu a ação Acciarito caminhou calmamente para longe sendo detido após um percurso de cerca de 50 metros. Não querendo demonstrar sinais de que estava abalado, mas ainda trêmulo, o rei assistiu às corridas até o seu término.

### Processo e condenação

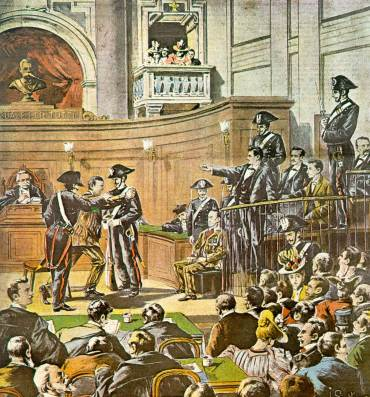
Reconstituição do julgamento de Acciarito publicada no jornal La Tribuna Illustrata em 9 de julho de 1899.

Imediatamente após a prisão foi exigido de Acciarito que apresentasse as motivações de suas ações. Sem vacilar, o ferreiro disse que o rei Humberto estava disposto a gastar 24 mil liras (na época uma soma equivalente a premiação diária das corridas) em uma aposta numa corrida de cavalos, nada no entanto, ofereceria ele aos pobres e esfomeados.
Mais tarde Acciarito foi levado pela polícia para interrogatório sofrendo duras torturas com as quais as forças de ordem esperavam forçá-lo a revelar uma suposta conspiração e os nomes de outras pessoas nela envolvidas. Ao mesmo tempo foi realizada uma série de inquéritos entre os conhecidos do ferreiro na região de Artenas, sendo detido um de seus amigos, Romeo Frezzi, simplesmente porque possuia em sua casa uma foto de Acciariato.
O ataque seria também utilizado como pretexto para prisões arbitrárias de vários críticos e opositores da monarquistas como socialistas, anarquistas e republicanos. Sem qualquer envolvimento com o caso, Frezzi não resistiria as torturas sofridas em seu interrogatório morrendo nas mãos dos policiais no terceiro dia dos interrogatórios. 
A primeira versão (oficial) sobre a morte de Frezzi afirmava que ele supostamente haveria cometido suicídio ao bater com sua cabeça contra a parede da cela em que estava detido. Esta versão, no entanto, foi rapidamente submetida a um procedimento verificação que provou ser falsa. Um novo inquérito foi realizado identificando a causa da morte como resultado de um acidente vascular cerebral. Esta versão dos acontecimentos, no entanto, foi tema de muitos questionamentos e as autoridades foram obrigadas a realizar a um terceiro inquérito que concluiu que Frezzi havia cometido suicídio se jogando de uma altura de seis metros. 
A morte de Frezzi suscitaria manifestações massivas de protesto contra a brutalidade policial. Como resultado os funcionários responsáveis pela sua custódia, sua prisão e seu interrogatório foram prontamente transferidos de localidade e função.
Mais tarde surgiu na polícia uma carta falsa que havia supostamente sido escrita pela namorada de Acciarito, no qual ela o avisava que estava grávida. Através desta carta falsa, a polícia tentou fazer com que Pietro revelasse os nomes de seus supostos cúmplices, prometendo em troca sua libertação em um prazo mais curto e uma permissão de se reencontrar com sua esposa. Acreditando na carta Acciarito apresentou o nome de cinco pessoas que foram imediatamente detidas.
No entanto, durante o processo os cinco supostos conspiradores foram gradualmente considerados inocentes, durante suas detenções foram obtidas confissões enganosas que nada mais eram que resultantes da violência. Acciarito foi declarado culpado de tentativa de regicídio e condenado a trabalhos forçados perpétuos. Ao ser declarada a sentença ele gritou:
Hoje vou eu, amanhã será a vez do estado burguês. Viva a anarquia! Viva a revolução social!
Acciarito receberia um "tratamento" semelhante ao despendido ao também anarquista Giovanni Passannante que igualmente havia atentado contra a vida do rei Humberto em 1878: Trancafiado em uma cela sem latrina, menor que a sua estatura, localizada abaixo do nível do mar, no mais restrito isolamento. Da mesma forma que Passannante, tais condições levaram Acciarito a loucura. Completamente transtornado o anarquista seria transferido para o mesmo manicômio judiciário onde seu precursor havia encontrado seu fim.

## Após a morte
Após a morte, os restos mortais de Acciarito foram submetidos a uma autópsia Acciarito pelos mesmos eugenistas da escola lombrosiana que haviam examinado o corpo de Passannante que concluíram através de seus estudos que a forma do crânio oval do ferreiro revelara uma "predisposição ao assassinato".

## A vingança de Bresci
Três anos depois o objetivo de Passannante e Acciarito seria finalmente alcançado pela ação de Gaetano Bresci. Em uma visita a Monza no dia 29 de julho de 1900, Humberto I seria morto pelo tecelão anarquista com três tiros no peito. Apesar de possuir motivos pessoais para a ação, Bresci acabou se tornando o vingador dos tormentos de seus precursores Acciariato e Passannante.